# Zsitva Tibor
Zsitva Tibor (Budapest, 1941. február 19. –) magyar építész, fotográfus.

## Életpályája
1964-ben szerezte diplomáját a Budapesti Műszaki Egyetem építészmérnöki karán. 1964–1966 között a Középülettervező Vállalatnál társadalmi ösztöndíjasként dolgozott, majd 1966–1967-ben alkalmazott grafikai munkákat készítésével foglalkozott a  Városépítési Tudományos és Tervező Intézetnél (VÁTI). 1967–1969-ben a Típustervező Intézet építésze volt, ezt követően pedig 1969 és 1980 között építész tervező volt a VÁTI-nál. 1981-től szellemi szabadfoglalkozású. Az SZIE Ybl Miklós Építéstudományi Karának oktatója.
1959 óta foglalkozik fényképezéssel, több hazai és külföldi kiállításon vett részt. Túlnyomórészt alkalmazott, építészeti tartalmú fényképeket készít középületek, intézmények, irodák, könyvkiadók, szaklapok és kiállítások számára.

## Önálló kiállításai
- 2006 •  Három az egyben, MODEM – Modern és Kortárs Művészeti Központ, Debrecen[4]
- 2011 • "Egy kiállítás képei", FUGA, Budapest[5]
- 2013 • Építészportrék, Építészek Háza, Budapest[6]
- 2014 • TorzTorzók, FUGA, Budapest[7]
- 2018 • Tervezte Hajós Alfréd, FUGA, Budapest[8]